# Raymond Clauzel
Œuvres principales
- Philippe II (1913)
- La Maison au soleil (1922)
- L'Île des femmes (1928)

Raymond Clauzel, né le 5 février 1871 à Bagnols-sur-Cèze et mort le 10 janvier 1934 dans le 5e arrondissement de Paris, est un romancier et journaliste français.
Il est lauréat du Prix Montyon en 1916 pour son essai sur Philippe II d'Espagne et lauréat du Prix Maurice-Renard en 1928 pour son roman merveilleux-scientifique L'Île des femmes.

## Biographie
Natif de Bagnols-sur-Cèze, Raymond Clauzel commence ses études au collège de sa ville natal, puis les poursuit à Paris à l'âge de seize ans.
Promu officier pendant la guerre, il est décoré au sortir du conflit de la Légion d'Honneur. Il devient critique littéraire à la Revue bleue et à Paris-Midi. Il collabore également avec l'Éclair de Montpellier et le Mercure de France. Avec des amis, il fonde ensuite le journal Ève : le premier quotidien illustré de la femme dans lequel il y officie en tant que critique littéraire. En parallèle, son roman La Maison au soleil publié en 1922 en supplément de L'Illustration rencontre un véritable succès et est adapté en 1929 au cinéma par Gaston Roudès.
Par ailleurs, Raymond Clauzel s'essaie à la littérature conjecturale en 1914 avec L'Aube rouge qui se déroule en 1950 après les guerres anglo-allemande de 1920 et américano-japonaise de 1929, la France entre à son tour en guerre contre l'Allemagne. Une décennie plus tard, le romancier rend hommage aux voyages imaginaires antiques et modernes en produisant le diptyque : L'Île des femmes (1922) et sa suite L'Île des hommes (1922) dont l'action se déroule à la fin du XVIIIe siècle. Dans ce cycle romanesque, le chevalier Dyonis de Saint-Clinal découvre une île peuplée d'Amazones, dont la technologie a permis l'apparition d'avions et de sous-marins.

## Œuvre

### Romans
- Le Chêne sage et les roseaux fous (1905)
- L'Extase (1912)
- L'Aube rouge (1914)
- La Maison au Soleil (1922) – Adaptation cinématographique en 1929 par Gaston Roudès
- L'Île des femmes (1922) – Prix Maurice-Renard 1928
- L'Île des hommes (1923)
- La Colline des amants (1925)

### Essais
- Fanatiques I – Maximilien Robespierre (1912)
- Fanatiques II – Philippe II (1913) – Prix Montyon 1916
- Trois introductions à Paul Valéry (1927)
- Sagesse et Paul Verlaine (1929)
- Une saison en Mer et Arthur Rimbaud (1931)

### Recueil de contes
- Le Lai de la belle Alizon et autres histoires chantantes (1924)

### Théâtre
- Mon oncle d'Arles (19**) – Adaptation cinématographique en 1934 par Gaston Roudès